# Topar
Topar (en russe : Топар) est une localité du Kazakhstan central, située dans l'oblys de Karaganda.

## Géographie
Topar est situé à 50 km au sud-ouest de Karaganda. Le lac de Topaskoïé s’étend sur le territoire de la commune. D’une longueur de 13 km, il couvre 39 km².

## Histoire
La création du peuplement date de 1953 et est liée à la construction de la centrale hydro-électrique de Karaganda 2. Du 21 mars 1973 à 1997, Topar a été le chef-lieu du district de Mitchoury. En 1997, le district est renommé district d'Abaï, et le centre administratif est transféré à Abaï.

## Éducation
La localité bénéficie de la présence d’un collège agricole.

## Économie
Outre une gare ferroviaire, et la station hydro-électrique, l’activité économique s’est développée autour de matériaux de construction (béton armé) et de l’horticulture maraîchère (serres chaudes pour la culture légumière).